# رقاح جنوبي
رقاح جنوبي (الاسم العلمي Crithagra hyposticta)، طائر من الرقاح وفصيلة الشرشوريات. موطنه جنوب السودان وكينيا وتنزانيا وزامبيا وملاوي. كان يُصنف سابقًا ضمن جنس النغر.